# Acrobrochus vema
Acrobrochus vema (synoniemen: Acrobrochus hendleri, Liothyrella hendleri) is een soort in de taxonomische indeling van de armpotigen. De armpotige is een vastzittend dier met een tweekleppige schelp. Het voedingsapparaat van het dier is een lofofoor, een ring met daarop holle tentakels. Op die lofofoor zitten cilia, kleine zweephaartjes, waarmee een waterstroom naar de mond opgewekt wordt.
De armpotige komt uit het geslacht Acrobrochus en behoort tot de familie Terebratulidae.